# Moos (Bavière)
Pour les articles homonymes, voir Moos.
Moos est une commune de Bavière (Allemagne), située dans l'arrondissement de Deggendorf, dans le district de Basse-Bavière.

## Jumelages
- Sankt Martin im Innkreis (Autriche)